# Liste der Monuments historiques in Laz (Finistère)
Die Liste der Monuments historiques in Laz führt die Monuments historiques in der französischen Gemeinde Laz auf.

## Liste der Bauwerke
| Bezeichnung                   | Beschreibung | Standort | Kennzeichnung | Schutzstatus | Datum | Bild |
| ----------------------------- | ------------ | -------- | ------------- | ------------ | ----- | ---- |
| Menhir de Kermez              |              | (Lage)   | PA00090066    | Classé       | 1910  |      |
| Pavillon de chasse de Moniven | Jagdpavillon | (Lage)   | PA29000064    | Inscrit      | 2008  |      |

## Liste der Objekte
- Monuments historiques (Objekte) in Laz in der Base Palissy des französischen Kultusministeriums